# Kent Monkman

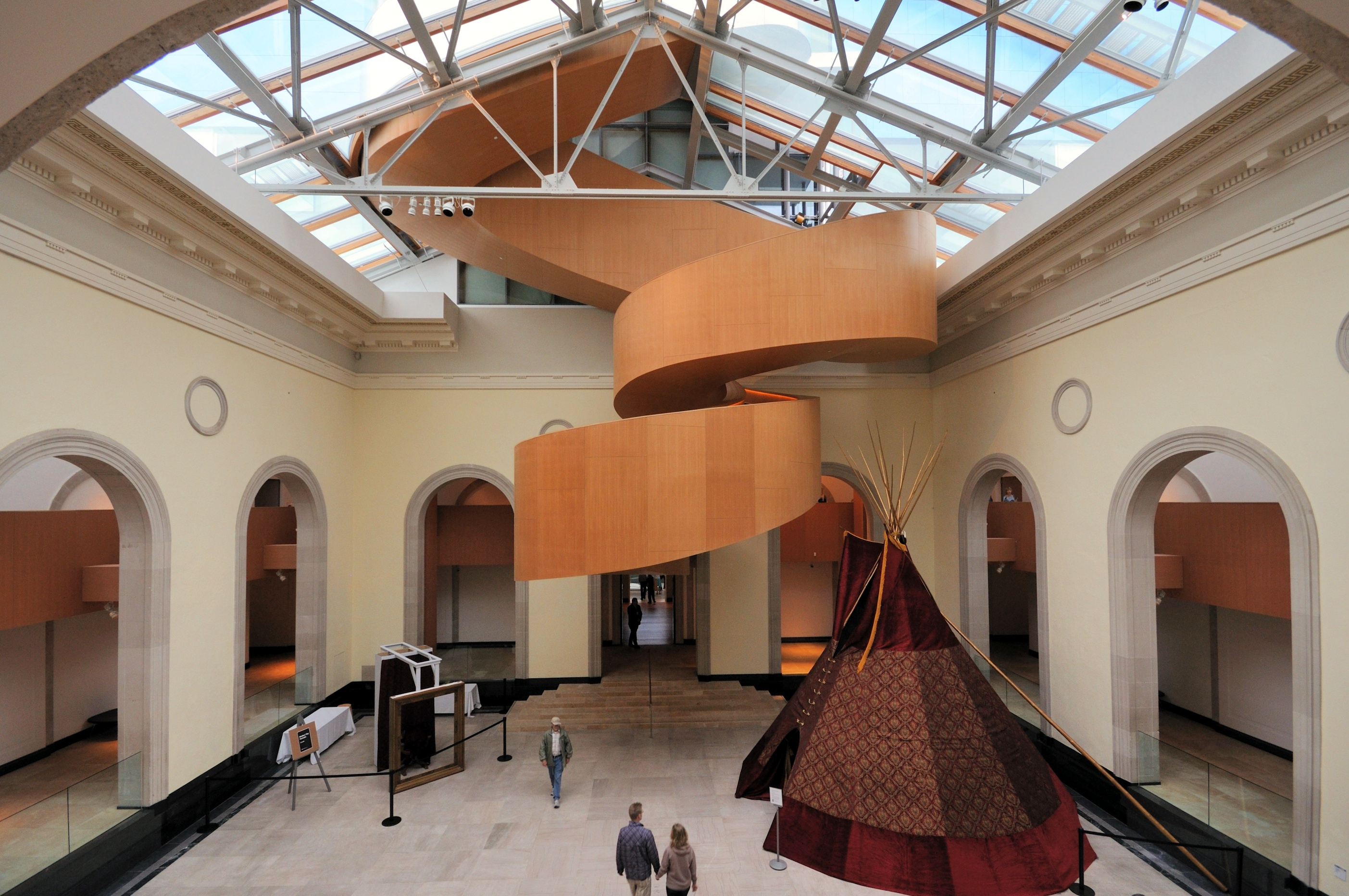
Kent Monkman (Cree), Salon Indien, 2006, instalación con teatro de película silenciosa, parte de Remix: Modernidades Nuevas en un Correo-Mundo indio, Galería de Arte de Ontario, 2009.

Kent Monkman (nacido 1965) es un artista de las Naciones Originarias de Canadá, perteneciente a la tribu Cree y con ascendencia irlandesa. Es un miembro de la banda de Fish River situada al norte de Manitoba. Es tanto artista visual así como artista de rendimiento, trabajando en una variedad de medios como pintura, vídeo/ cine, e instalación.
Ha realizado muchas exposiciones no solo en museos sino también en  galerías de arte  de Canadá, los EE. UU. y Europa.: 1 Ha conseguido reconocimiento internacional por su colorido y combinación de disparate y convencionalismo de género, así como por  su narrativa histórica.: 1 

## Biografía
Monkman estudió en varias instituciones de EE. UU. y Canadá, incluyendo el Banff Center, el Sundance Institute en Los Ángeles y el Canadian Screen Training Institute, y es graduado, en arte canadiense,  por el Sheridan College de Oakville.: 1  Monkman vive y trabaja en Toronto, Ontario.

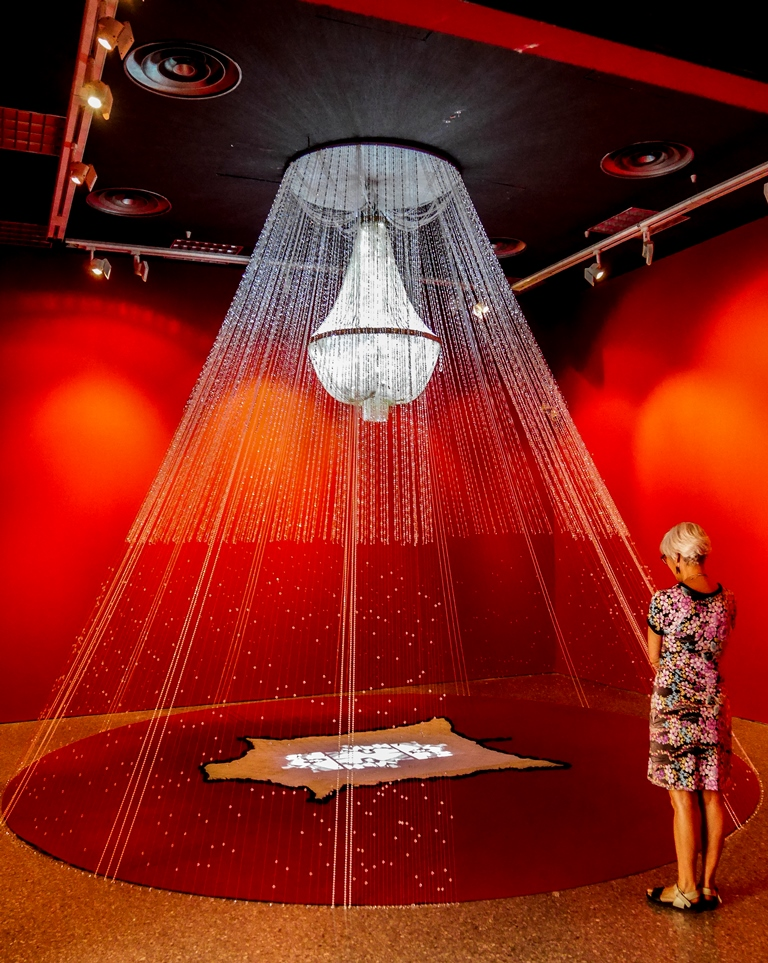
Théâtre de cristal. Museo valenciano de Etnología, exposición temporal "Beyond Hollywood: identidades indígenas norteamericanas"

En 2017, Monkman recibió el Bonham Premio de Centro del Mark S. Bonham, Centro para Estudios de Diversidad Sexual, de la  Universidad de Toronto, por sus contribuciones al adelanto y educación de asuntos alrededor de identificación sexual. También aceptó el título honorario de mariscal magnífico para el desfile de Orgullo de Toronto, citando la importancia del 150.º aniversario de Canadá.
En respuesta al 150 aniversario de Canadá, la curadora del Museo de Arte de la Universidad de Toronto, Barbara Fischer, encargó a Monkman una  exposición con el título "Vergüenza y Prejuicio: Una Historia de Estabilidad". La exposición combina artefactos físicos de museos y archivos de Canadá con su estilo de pintura que compromete con colonialismo, apuntando para "instalar un provocativa fricción entre mitos nacionales canadienses, experiencia aborigen y prácticas de arte europeas tradicionales." La exposición buscó para mostrar la experiencia indígena a través de la conversación, mirando también  lo que estos 150 años de Canadá significaron para personas indígenas.

## Práctica de arte
El trabajo  de Monkman "transporta a un profundo entendimiento de la opresión y los mecanismos con los que trabaja la ideología dominante",  al apuntar modos de jerarquías y sexualidad colonizadas dentro de su práctica artística. A través de su uso de mimetismo, Monkman transforma  y descentraliza la Mirada Occidental; hace las audiencias conscientes de que " has sido mirando en nosotros [pero] también hemos sido mirando en los otros".
En sus pinturas y trabajos diversos él se apropia de paisajes clásicos del siglo XIX, hablando de la apropiación y asimilación de cultura americana Nativa por la asimilación colonial. Algunos de los temas binarios que emprende son "artista y modelo, explorador colonial y tema colonizado, egocéntrico y mirado fijamente a, macho y mujer, pasado y presente, reales e imaginarios". "Resistencia, adaptación, y híbrido todos están presentes fuertemente en su trabajo".

### Uso de imágenes de colonizadores
El trabajo de Monkman a menudo referencia y reconfigura formas de pintores americanos blancos del siglo XIX, particularmente George Catlin y los pintores de paisaje Occidentales. Por ejemplo, su 2006 Trappers of Men  toma un paisaje de 1868  de Albert Bierstadt, pero retrata la escena sustituyendo por mediodía el original ocaso de Bierstadt  y reemplazando los animales por confusos individuos blancos presentes en el arte e historia política de América.

### Estilo y Método
Monkman adopta el estilo de viejos maestros de la pintura, porque le gusta cómo el estilo expresa a emociones les gustan el dolor y el anhelo a través del cuerpo y expresión facial. Sea particularmente movido por Antonio Gisbert es La Ejecución de Torrijos y sus Compañeros en Playa de Málaga (1888). En un principio de proyecto en 2017, Monkman y su equipo empezó trabajar en una "serie de manifestantes" basada en el Rock de Estar protestas donde combinaron fotografías de la protesta con pinturas de escena de batalla clásicas. Su equipo entonces tuvo pose de modelos para un brote de foto a remake y capturar el estilo clásico con tema moderno; estas fotografías eran entonces proyectadas en tela grande, localizado y base-pintado por ayudantes antes de que Monkman hizo sus tactos de acabado.

## Alter ego: Miss Chief Share Eagle Testickle
Miss Chief Share Eagle Testickle aparece dentro de sus pinturas, así como en sus trabajos y piezas de vídeo."Monkman Ha utilizado la marca de Louis Vuitton para referirse a monopolios y jerarquías sociales de clase, poder y riqueza, establecidos en el comercio entre europeos y americanos Nativos".

## Premios
- Indspire Award (2014)[14]
- Premier's Award for Excellence in the Arts (2017)[15][16]